# Малые Ямы
Малые Ямы — деревня в Пошехонском районе Ярославской области России. Входит в состав Пригородного сельского поселения.

## География
Деревня находится в северной части области, в подзоне южной тайги, на правом берегу реки Согожи, вблизи места впадения в неё реки Печевки, к югу от автодороги 78К-0004, на расстоянии примерно 1 километра (по прямой) к западу от города Пошехонье, административного центра района.

### Климат
Климат характеризуется как умеренно континентальный, с продолжительной холодной зимой и коротким умеренно тёплым летом. Среднегодовая температура воздуха — +2,9…+3,5 °C. Годовое количество атмосферных осадков — 500—750 миллиметров, из которых большая часть выпадает в тёплый период. Преобладающее направление ветра юго-западное.

### Часовой пояс
Малые Ямы, как и вся Ярославская область, находится в часовой зоне МСК (московское время). Смещение применяемого времени относительно UTC составляет +3:00.

## Население
| 2007 | 2010 |
| ---- | ---- |
| 10   | ↘7   |

### Национальный состав
Согласно результатам переписи 2002 года, в национальной структуре населения русские составляли 100 % из 9 человек.

## Транспорт
До деревни идёт грунтовая дорога. Ближайшая остановка общественного транспорта «Князево» находится в 2,5 км от деревни.